# 朝鲜民主主义人民共和国铁路运输

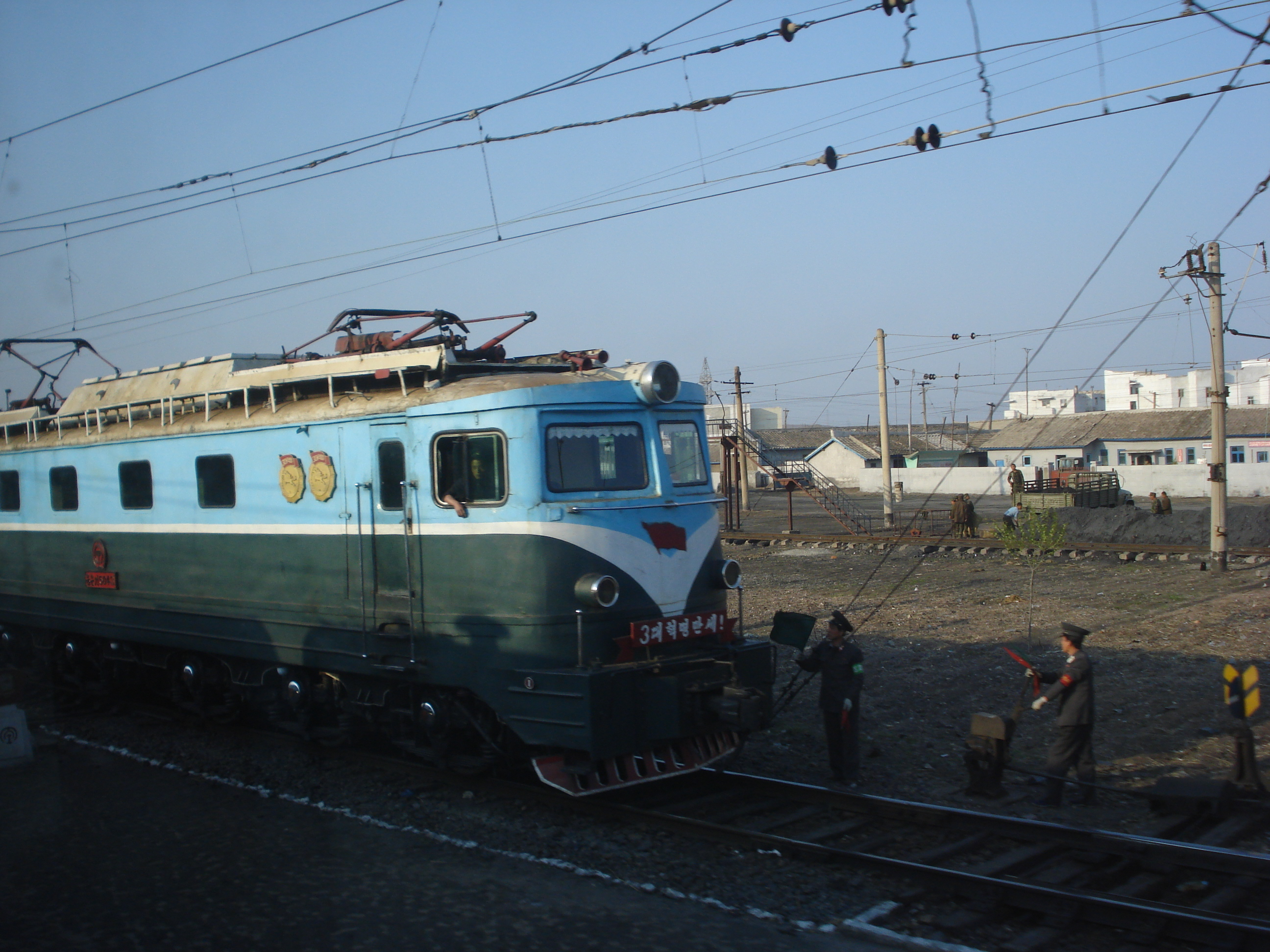
朝鲜红旗型电力机车

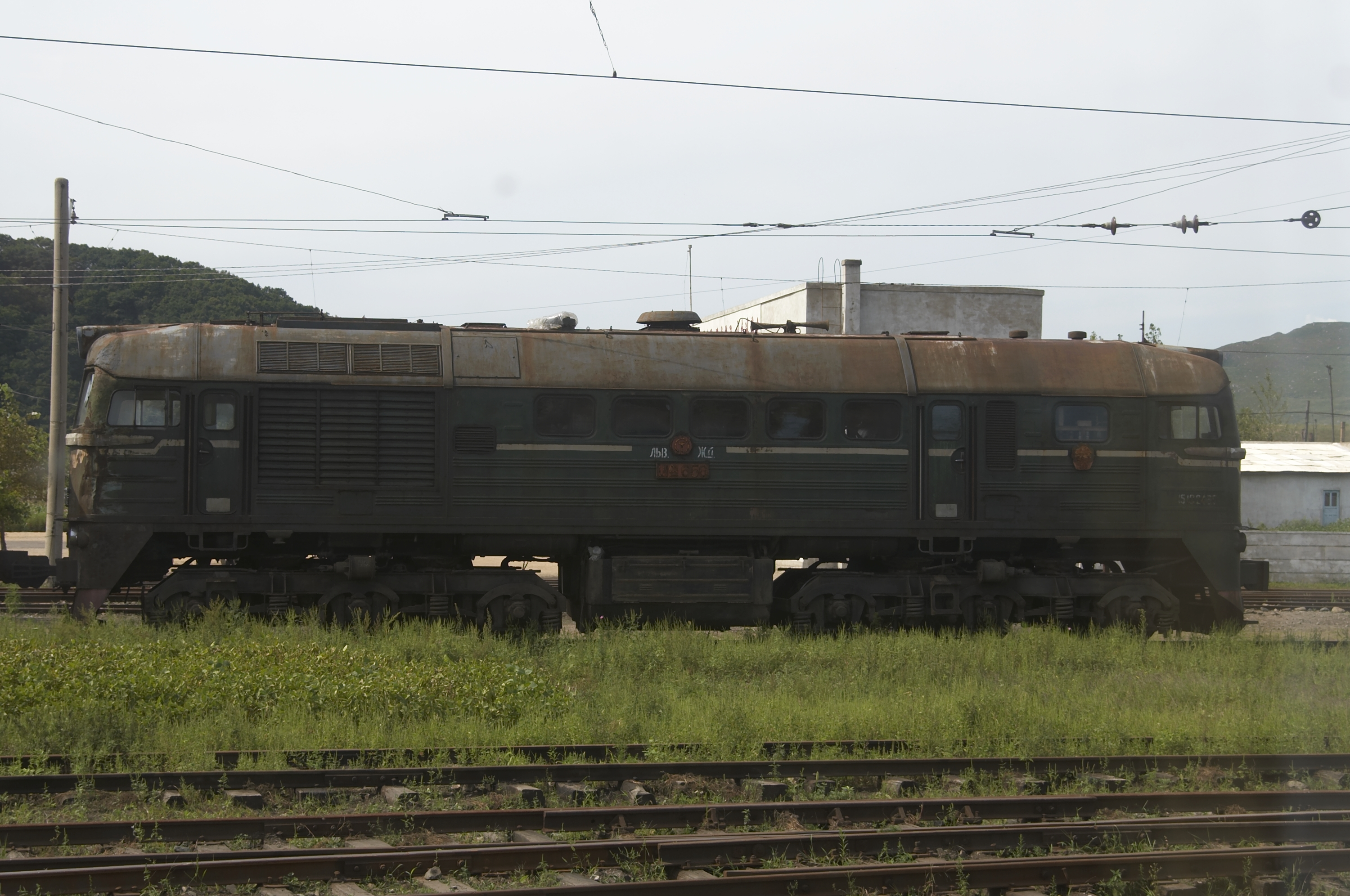
朝鲜M62型内燃机车

朝鲜民主主义人民共和国鐵路運輸系統由該國唯一的鐵路運營商鐵道省營運，线网总长超過6,000公里，其中絕大多數是標準軌距，約400公里为轨距762毫米的窄軌。

## 概要
除少数朝鲜高官外，大多数人没有自己的汽车，几乎没有其他陆路交通工具，例如特快巴士，因此城际交通的主要方式是出租车或火车。朝鲜的铁路网以平壤市为中心，密集分布，由西线、东线、北线以及东西连接线组成。。截至2016年，铁路总长度约5,300公里，其中97％为单线铁路，但约4,100公里为电气化铁路，电气化率为80％，高于韩国铁路的69％。。然而，近年来，该国面临着发电用重油、电力等能源短缺的问题，如此高的电气化率反而成为了一种阻碍。。2016年10月，电力状况进一步恶化，原本一天就能通行的路段需要10天才能通行。
轨道有标准轨、宽轨和窄轨三种，标准轨采用60kg/m、50kg/m、38kg/m钢轨，窄轨采用18kg/m钢轨。枕木有日治时期的、中国、俄罗斯的二手货，也有国产的。不过国产的质量很差，日治时期的也比较破旧。
。大多数枕木都是由未经处理的木材制成的，只有20%至30%是由混凝土制成的。
国际列车方面，有往返于平壤站、沈阳站和北京站之间的K27/28次列车，还有往返于平壤、豆满江站、哈桑站和莫斯科之间的列车。由于是国际直达，列车与中国、蒙古和俄罗斯的列车类似。由于电力供应状况恶化，朝鲜铁路只有约10%在运营，车票供应量很少，因此从农村地区很难买到去平壤的车票。据说，铁路工作人员和真正想乘车的人之间经常会互相贿赂。此外，轨道状况很差，经常发生晚点，所以时刻表毫无用处，根本无法知道火车什么时候到达。
朝鲜铁路对韩国、中国和俄罗斯都有利，因此这些国家正在投资修复工程。韩国估计，朝鲜铁路共需7300亿韩元，其中2900亿韩元用于翻修连接朝鲜开城和平壤的铁路，4400亿韩元用于翻修道路。朝韩联合小组于2018年进行了调查，次年发布的报告也指出了设施老化的问题。尤其是日本殖民时期修建的桥梁，在建成100多年后仍在使用，并且已确认存在裂缝和损坏。。

## 历史
朝鲜半岛的铁路线中，日占朝鲜时期已铺设了6,531公里。。第一条竣工的铁路是1900年11月建成的京仁线。1906年4月3日，汉城至新义州之间的京义线开通。
1910年日本吞并朝鲜后，开始在朝鲜半岛北部修建铁路。京原线于1919年开通，咸镜线于1928年开通，平元线于1942年开通。到1945年第二次世界大战结束的时候，京元线福溪站与新高山站之间的53.9公里陡坡路段以及金刚山电铁东海北线的116.5公里路段都已电气化。
三八线以北地区曾处于蘇聯民政廳统治之下，在苏联的援助下，1949年开始对满浦线和平元线部分路段进行电气化工程。。朝鲜战争爆发后，铁路遭到袭击，多处损毁。在苏联和中华人民共和国的援助下，铁路得以修复。1964年，平义线电气化工程竣工，轨道重量由每米37公斤增加到每米50公斤。
江原线电气化工程于1970年开始，1986年全线竣工。自20世纪90年代以来，由于能源短缺以及轨道和车辆维护的老化，列车服务暂停和延误已司空见惯。此外，日益恶化的食品供应状况导致乘客外出购买食物的次数增加，据说许多列车年久失修，拥挤不堪。2003年，铁路建造了大量新型客车，从那时起，列车就不再配备窗户至少在主要路线上似乎没有运行（尽管一些报道表明许多车厢仍处于失修状态）。
2010年代，铁路设施开始老化。此外，停电等问题也导致长途列车难以按时运行。2020年代，新冠疫情导致人员流动受限，进一步减少了列车的运营数量。相反，铁路的军事用途正在取得进展，2021年9月15日，发布的照片显示一枚弹道导弹 (KN-23) 被装载到货车上并从铁轨发射。

## 路線
| 路線         | 起讫站                           | 路線長度             | 軌距           |
| ------------ | -------------------------------- | -------------------- | -------------- |
| 平義線       | 平壤站－新義州青年站 －（ 丹东） | 224.8 km（139.7 mi） | 1,435mm 標準軌 |
| 平釜線       | 平壤站－开城站 - （ 都罗山 ）    | 199.3 km（123.8 mi） | 1,435mm 標準軌 |
| 平南線       | 平壤站－南浦站                   | 89.6 km（55.7 mi）   | 1,435mm 標準軌 |
| 平北線       | 定州青年站－青水站 －（ 上河口） | 120.7 km（75.0 mi）  | 1,435mm 標準軌 |
| 平德線       | 大同江站－球場青年站             | 192.3 km（119.5 mi） | 1,435mm 標準軌 |
| 黄海青年線   | 沙里院青年站－海州青年站         | 100.3 km（62.3 mi）  | 1,435mm 標準軌 |
| 甕津線       | 海州青年站－甕津站               | 40.4 km（25.1 mi）   | 1,435mm 標準軌 |
| 平羅線       | 平壤站－羅津站 －（ 哈桑）       | 819.0 km（508.9 mi） | 1,435mm 標準軌 |
| 江原線       | 高原站－平康站                   | 145.1 km（90.2 mi）  | 1,435mm 標準軌 |
| 咸北線       | 清津青年站－羅津站               | 326.8 km（203.1 mi） | 1,435mm 標準軌 |
| 青年伊川線   | 平山站－洗浦青年站               | 146.9 km（91.3 mi）  | 1,435mm 標準軌 |
| 滿浦線       | 順川站－滿浦青年站 －（ 集安）   | 303.4 km（188.5 mi） | 1,435mm 標準軌 |
| 白茂線       | 白岩青年站－茂山站               | 187.4 km（116.4 mi） | 762mm 窄轨     |
| 白頭山青年線 | 吉州青年站－惠山青年站           | 141.6 km（88.0 mi）  | 1,435mm 標準軌 |
| 金剛山青年線 | 元山站－金剛山青年站             | 102.5 km（63.7 mi）  | 1,435mm 標準軌 |

## 國際聯運

### 中華人民共和國

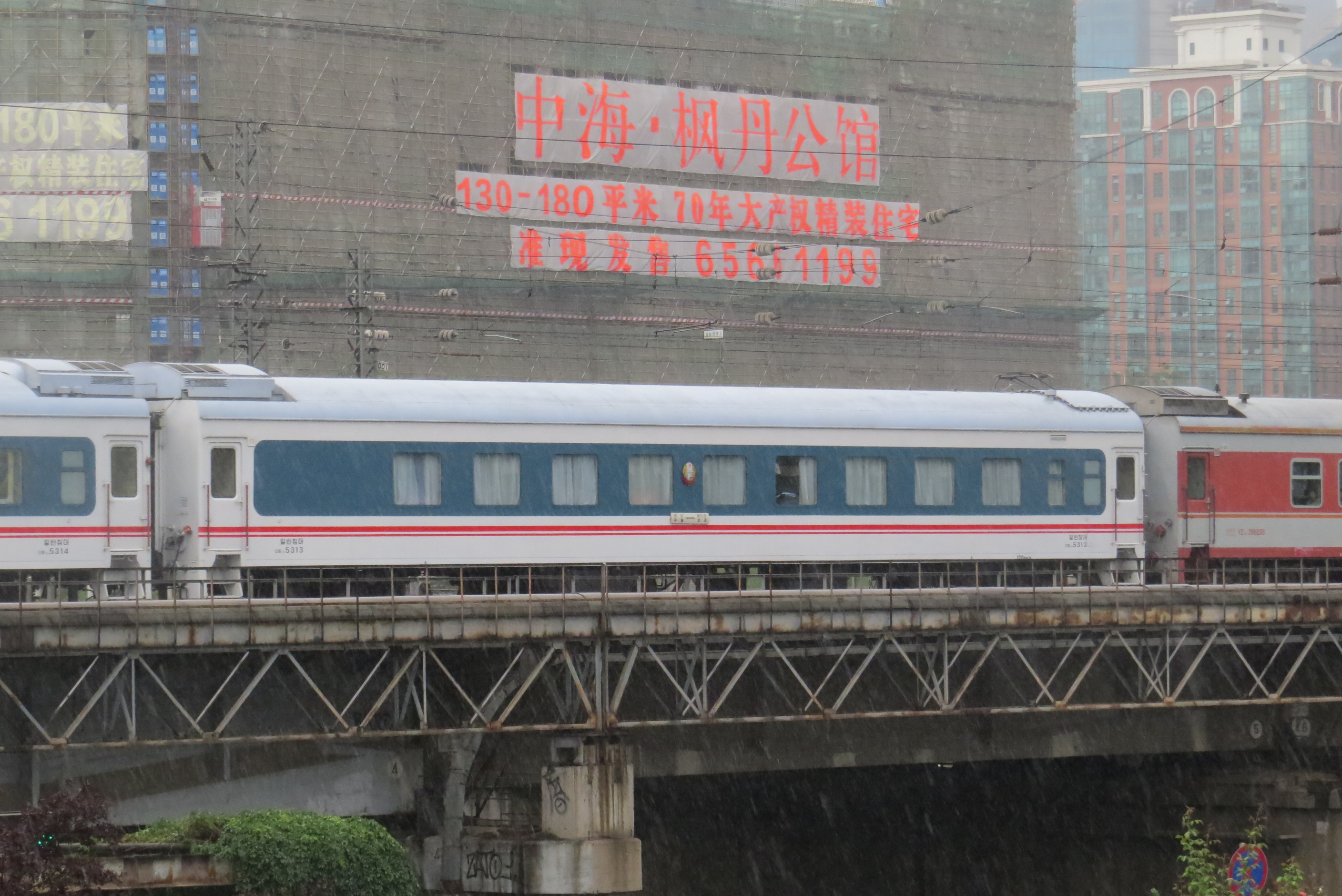
用于朝中国际列车的朝鲜铁路30型客车（标示为“다침30”一般卧铺车），用于K27/28北京－平壤列車。這些客車是中國根據25G客車製造的。

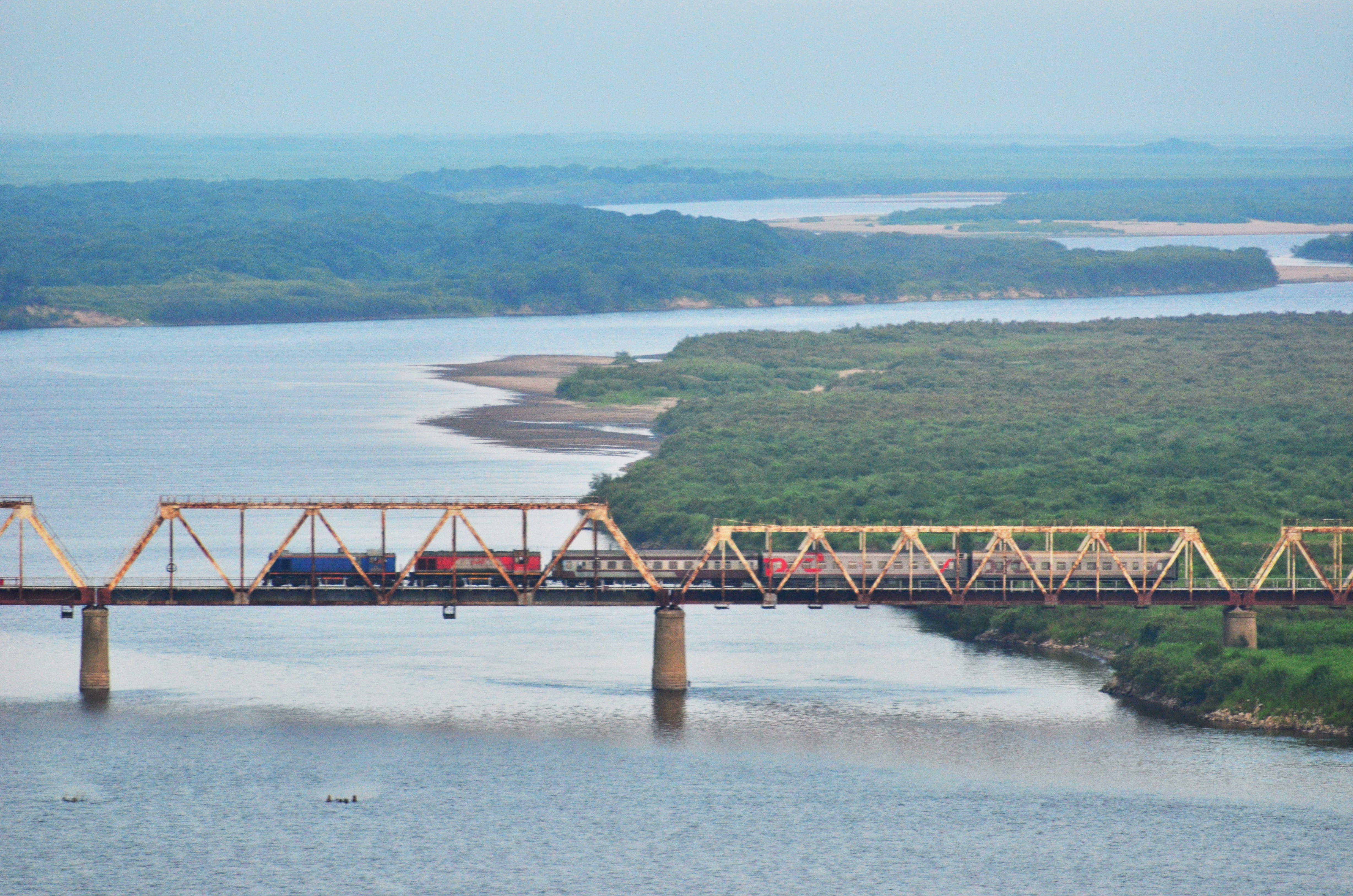
俄铁列车于朝俄国境友谊桥

前往北韓的主要鐵路就是中華人民共和國遼寧省丹東市途經中朝友誼橋前往北韓新義州。客車可開至丹東，再在該處解編北韓客車和機車，再與中國鐵路總公司的客車連接。清津也設有與中華人民共和國鐵路系統的連接。

### 俄羅斯
羅先有一條前往俄羅斯鐵路，经过橫跨俄朝邊界的圖們江 的朝俄铁路大桥与俄国国家铁路衔接。平壤還有開往莫斯科的列車，北朝鲜的国际列車可以经由朝俄图们江铁路大桥进入俄国铁路运输系统，由于朝鲜铁路为1,435毫米标准轨距，所以自朝鲜前往俄国的国际列车车厢需要在朝鲜边境车站豆满江更换俄式1,524毫米宽轨转向架后才能进入俄国境内铁路行驶（轉軌到俄羅斯軌距後），再與海參崴－莫斯科列車在双城子车站连挂后前往伯力或莫斯科。
朝俄铁路（图们江）大桥兴建于朝鲜战争期间。1950年朝鲜战争爆发，苏联以向朝鲜运送军事物资名义修筑了苏朝图们江铁路大桥（朝鲜称为友谊大桥），该桥作为志愿军最重要的战略物资补给线。该桥原为战争期间的临时性桥梁，故为木桥。在朝鲜战争结束后不久的1954年，苏联将该桥改建为桁架结构的钢梁桥。该大桥全长约530米，为8孔60米钢架铁桥，桥底至常水位高9.6米，其中仅3孔可作为通航孔。该桥上的路轨为套轨模式，1.3轨为1,435毫米准轨，2.4轨为1,524毫米宽轨。
由于该条铁路常年疏于养护，年久失修，因此2013年起，俄罗斯为了开发朝鲜罗先地区港口，故而对自哈桑镇跨圖門江到羅津的鐵路进行重新整修，路基进行重新捣固，经过整修后，铁路限制速度提高到60km/h。標準軌和俄羅斯寬軌列車可以在俄羅斯哈桑抵達羅津港。鐵路和港口都以俄羅斯RasonKonTrans聯合經營。

### 南韓
2000年開始了貨運鐵路服務，連接韓國和開城工業園區。然而用量一直偏低，而且多數列車沒有貨物。2008年北韓宣佈關閉工業園區後，鐵路和貨運服務也隨之中止。

## 平壤地鐵
平壤地鐵是目前朝鲜唯一的地下鐵路系統，有兩條路線：千里馬線和革新線，在平壤地下提供鐵路服務。